# Ndèye Ndiaye
Ndèye Ndaye (Dakar, 2 maggio 1979) è un'ex cestista senegalese.

## Carriera
Con il Senegal ha disputato due edizioni dei Campionati mondiali (2002, 2006).